# Lijst van vastgoed van Unibail-Rodamco-Westfield
Deze lijst geeft een overzicht van vastgoed van Unibail-Rodamco-Westfield. 
Midden 2019 was de lijst actueel, zij het incompleet.

## Europa

### België
- Mall of Europe

### Denemarken
- Fisketorvet

### Duitsland
- CentrO
- Gera Arcaden
- Gropius Passagen
- Höfe am Brühl
- Minto
- Palais Vest
- Passing Arcaden
- Paunsdorf Center
- Ring Center
- Ruhr Park
- Westfield Hamburg-Überseequartier

### Frankrijk

#### winkelcentra
- Aéroville
- Carré Sénart
- Carrousel du Louvre
- Centre des Nouvelles Industries et Technologies (CNIT)
- Confluence
- Euralille
- Galerie Gaite
- La Valentine
- Forum des Halles
- Les Boutiques du Palais
- Les 4 Temps
- Ulis 2
- Parly 2
- La Part-Dieu
- Polygone Riviera
- Alma
- Rosny 2
- So Ouest
- La Toison d'Or
- L'Usine Mode et Maison
- Vélizy 2
- Centre V2
- Vitam
- Val Talosa
- 3 Pays

#### Kantoren
- 7 Adenauer
- CNIT
- Le Sextant
- Les Villages de l'Arche
- Majunga
- Michelet Galilée
- Trinity
- Immeuble V
- Shift
- Sisters
- Triangle

#### Beurs- en expositieruimten
- Paris Expo Porte de Versailles
- Palais de Congres de Paris
- Paris le Bourget
- Paris Nord Villepinte
- Espace Champerret
- Espace Grande Arche
- Hôtel Salomon de Rothschild
- Les Salles du Carousel
- Palais des Congres d'Issy

### Nederland
- Citymall Almere
- Westfield Mall of the Netherlands
- Stadshart Amstelveen
- Stadshart Zoetermeer

### Oostenrijk
- Donauzentrum
- Shopping City Süd

### Polen
- Galeria Mokotów
- Arkadia
- Wroclavia

### Slowakije
- Aupark

### Spanje
- Bonaire
- Equinoccio
- Garbera
- Glòries
- La Vaguada
- La Maquinista, wordt uitgebreid met Maquinext
- Parquesur
- Splau
- Benidorm

### Tsjechië
- Centrum Černý Most
- Centrum Chodov
- Metropole Zličín
- Bubny

### Verenigd Koninkrijk
- Cherry Park
- Croydon
- Westfield London
- Westfield Stratford City

### Zweden
- Mall of Scandinavia
- Nacka Forum
- Solna Centrum
- Täby Centrum

## Noord Amerika

### Verenigde Staten

#### Californië
- Metreon[noten 1]
- The Promenade
- Westfield Century City
- Westfield Culver City
- Westfield Fashion Square
- Westfield Galleria at Roseville
- Westfield Horton Plaza
- Westfield Mission Valley
- Westfield North County
- Westfield Oakridge
- Westfield Palm Desert
- Westfield Plaza Bonita
- Westfield San Francisco Centre
- Westfield Santa Anita
- Westfield Topanga & The Village
- Westfield Valencia Town Center
- Westfield Valley Fair
- Westfield UTC

#### Connecticut
- Westfield Meriden
- Westfield Trumbull

#### Florida
- Westfield Brandon
- Westfield Broward
- Westfield Citrus Park
- Westfield Countryside
- Westfield Sarasota Square
- Westfield Siesta Key

#### Illinois
- Westfield Old Orchard

#### Maryland
- Westfield Annapolis
- Westfield Montgomery
- Westfield Wheaton

#### New Jersey
- Westfield Garden State Plaza

#### New York
- Westfield South Shore
- Westfield Sunrise
- Westfield World Trade Center[noten 2]
- Fulton Center[noten 3]

#### Washington
- Westfield Southcenter

#### Luchthavens
- Los Angeles International
- Chicago O'Hare International
- JFK International
- Newark Liberty International
- Miami International
- Orlando International